# Bernward Frank
Bernward Frank (* 7. September 1959 in Hannover) ist ein deutscher Künstler.

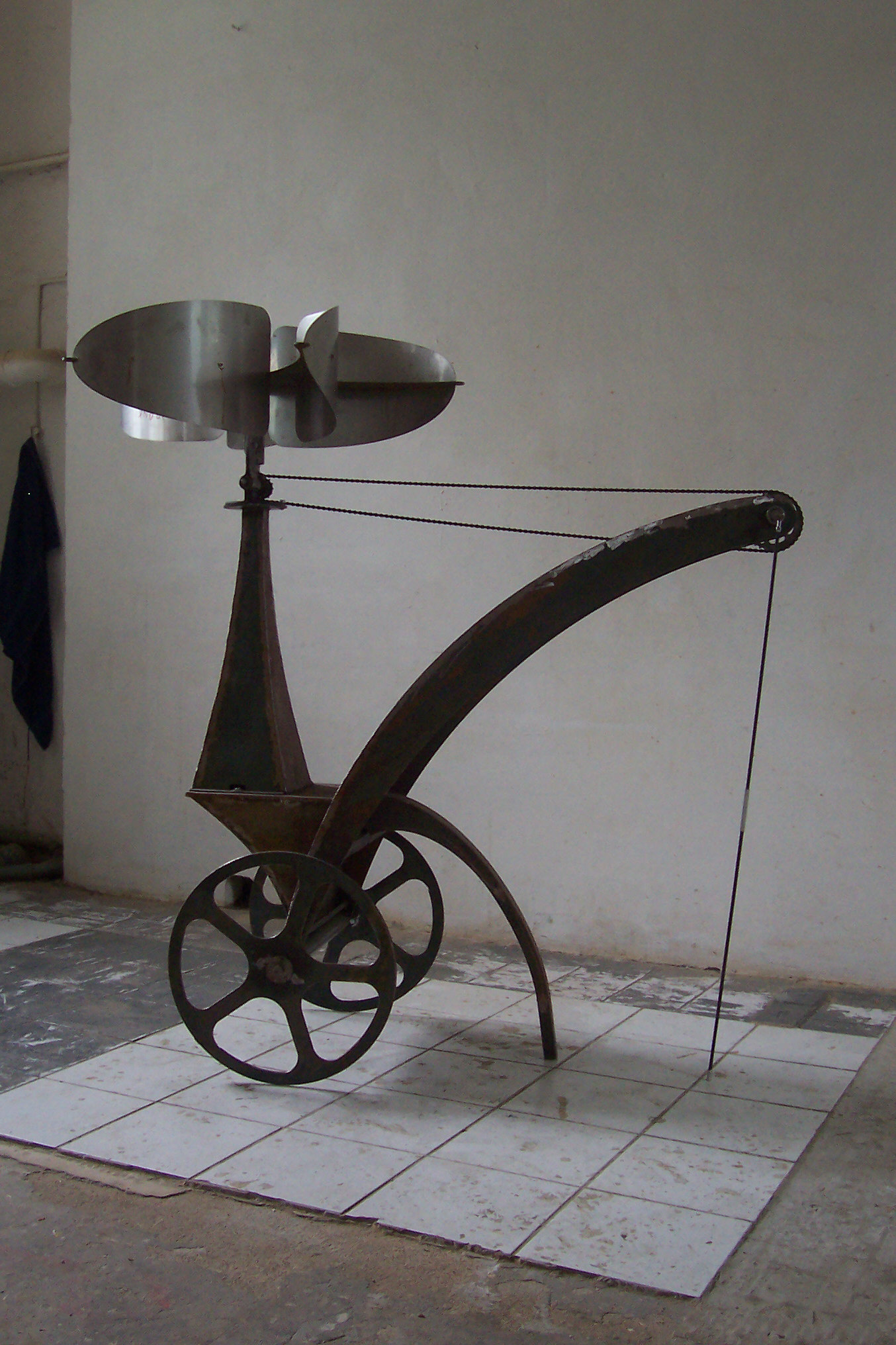
Wind Kutsche

## Leben
Bernward Frank ist Künstler der kinetischen Kunst. Er wuchs als Kind eines Wissenschaftlers und einer Handwebmeisterin auf. Dieser künstlerische und wissenschaftliche Einfluss prägt seine Kunst. Seine Arbeiten zeichnen sich durch trickreich angewendete Physik-Kenntnisse aus. Seine Objekte funktionieren ohne Elektrizität und bedienen sich der natürlichen Kräfte wie Wind, Wasser und Gravitation. Die mehrfach gekoppelten Gestänge und Achsen sorgen für chaotische Bewegung, die in seinem Werk eine wichtige Rolle spielt. Die schlichten Titel verweisen auf den jeweiligen physikalischen Effekt: MagnusPendel, DoppelPendel, WasserDoppelKegel… Bernward Frank gehört zu den traditionellen Kinetikern. 
Neben seiner Arbeit als kinetischer Künstler organisiert er zahlreiche Künstlertreffen und hält von Zeit zu Zeit Vorträge über die Kinetische Kunst heute.
Seit der Zeit der ersten Heimcomputer suchte er in Netzwerken nach den relativ seltenen Kollegen seiner Art. So entstand sehr früh eine immer größer werdende Link-Liste und schließlich 2001 die Webseite Kineticus, die nun größte internationale Datenbank lebender kinetischer Künstler.

## Ausstellungen (Auswahl)
- 2001: Environment. Messe, Abu Dhabi, Vereinigte Arabische Emirate
- 2003: Art in Motion. Bos van Ypeij of Park Vijversburg nahe Leuwaarden, Niederlande
- 2005: Bewegung und Utopie. TU Dresden
- 2006: Metal City Style. Kaohsiung, Taiwan
- 2008–2010: Kunst im Klimawandel. Wanderausstellung

## Werke (Auswahl)
- Wasser Zylinder[5]
- Das Windpendel, 2003[6]
- Stahlhelix[7]
- Wind Zylinder[8]